# Sugarland Express
Sugarland Express (The Sugarland Express) è un film del 1974 diretto da Steven Spielberg e interpretato da Goldie Hawn, William Atherton, Ben Johnson e Michael Sacks. Ispirato a eventi realmente accaduti in Texas nel 1969, segnò il debutto del regista in un lungometraggio cinematografico (se si esclude Firelight del 1964) e fu accolto con recensioni positive, pur ottenendo scarsi risultati al botteghino.
Presentato in concorso al 27º Festival di Cannes, vinse il premio per la migliore sceneggiatura.

## Trama
Texas, 1969. La giovane Lou Jean Poplin è determinata a riprendersi il figlio di due anni, dato in affido a causa dei suoi precedenti penali. Aiutato il marito Clovis a evadere di prigione, dove gli restano da scontare quattro mesi per piccoli furti, pianifica di rapire il bambino presso la sua nuova famiglia a Sugarland, al confine con il Messico. Una volta fuori, i due raggiungono l'autostrada ma attirano l'attenzione di un'auto della polizia e finiscono fuori strada. Mentre l'agente Slide cerca di aiutarli, Lou Jean gli ruba la pistola e Clovis gli ordina di portarli a Sugarland con la sua auto. Avvisato via radio, il capitano Tanner manda i suoi agenti all'inseguimento dell'auto e ordina che nessuno tenti di fermarla per non mettere in pericolo la vita di Slide, pur capendo che i Poplin non sono pericolosi criminali ma solo due ragazzi ingenui e immaturi. Approfittando di un gigantesco tamponamento a catena che coinvolge le auto della polizia, Lou Jean e Clovis si nascondono in un parcheggio dove si preparano a passare la notte.
Il mattino dopo i fuggiaschi vengono individuati da due vigilantes e durante una violenta sparatoria Lou Jean chiede aiuto a Tanner via radio, rivelando la loro posizione. Il capitano arriva al parcheggio con i suoi uomini ma Clovis gli ricorda che ha ancora Slide in ostaggio e che non si arrenderà fino a quando non avrà raggiunto il figlio. Tanner si guadagna la sua fiducia assicurandogli che non lo vuole ostacolare, ma in realtà sta preparando un'imboscata e invia due tiratori scelti a casa dei genitori adottivi. L'auto riprende il viaggio, seguita da una carovana che ormai conta oltre duecento mezzi di forze dell'ordine provenienti anche da altre giurisdizioni, oltre che di giornalisti e cittadini attirati dall'evento. Il gigantesco carosello viene seguito dai media di tutto lo stato e la gente affolla le strade per salutare quelli che ritiene degli eroi, facendo foto e consegnando soldi e regali. All'interno dell’auto c'è un'atmosfera rilassata, Lou Jean è euforica e sempre più determinata a non arrendersi e anche Slide è entrato in empatia con la giovane coppia.
L'auto giunge infine a destinazione ma Slide capisce subito che si tratta di una trappola e cerca di convincere Clovis a non fermarsi. Pur riluttante, quest’ultimo è costretto a uscire allo scoperto da Lou Jean che in preda a una crisi isterica gli ordina di andare a prendere il suo bambino. Uno dei cecchini lo colpisce e Clovis ha solo il tempo di rientrare in auto e guidare per pochi chilometri prima di morire mentre Slide cerca invano di tamponare la ferita. Lou Jean viene arrestata e Tanner riconsegna a Slide la pistola d'ordinanza, quella che gli era stata sottratta dai Poplin, ma l'agente gli risponde che era sicuro che non l'avrebbero mai usata contro di lui. Lou Jean, come riportato nei titoli di coda, dopo aver scontato la pena in prigione, riuscirà poi a riottenere la custodia del figlio.

## Ispirazione e influenze
Nel 1969 Steven Spielberg propose alla Universal Pictures un soggetto (che lo studio rifiutò considerandolo troppo pessimistico) ispirato ad un evento accaduto in Texas il 2 maggio dello stesso anno, quando l'ex detenuto Robert Dent e la moglie Ila Fae erano fuggiti a bordo di un'auto dopo aver sequestrato l'agente James Kenneth Crone del Texas Department of Public Safety. Durante la fuga, iniziata da Port Arthur e terminata nella comunità di Wheelock dove i Dent speravano di ricongiungersi con i figli da cui erano stati separati, si era formata una carovana di oltre 150 auto del DPS che aveva richiamato folle di curiosi e numerose troupe televisive, trasformandolo in un evento mediatico.
Ciò che attrasse Spielberg fu in parte l'analogia con il film diretto da Billy Wilder nel 1951 L'asso nella manica, in cui un reporter senza scrupoli organizza una montatura giornalistica attorno a un uomo intrappolato in una caverna. «Mi piaceva l'idea di persone che si radunano davanti a un evento mediatico», ha dichiarato in seguito il regista, «senza sapere chi siano i personaggi o di cosa si tratti, ma solo sostenendoli... questo accende un bel po' di buon vecchio sentimentalismo americano». Il co-sceneggiatore Hal Barwood ha aggiunto che Sugarland Express parla di «come gli americani trovino molto facile confondere la cattiva fama con la celebrità».
Come ha suggerito il biografo Joseph McBride, il film potrebbe essere letto anche ad un livello più personale e affronterebbe un tema divenuto poi ricorrente in molte delle opere di Spielberg, quello relativo all'impossibilità di rimettere insieme i pezzi di una famiglia distrutta. Il bisogno compulsivo di Lou Jean di raggiungere a tutti i costi suo figlio esprimerebbe infatti il dolore che il ventitreenne regista continuava a provare a tre anni dal divorzio dei genitori, del quale incolpava principalmente la madre Leha, e nella raffigurazione di Lou Jean come "donna-bambina" si potrebbe vedere il riconoscimento di sua madre come una ragazzina mai cresciuta.

## Differenze rispetto agli eventi
Tra i fatti realmente accaduti nel maggio 1969 e quelli narrati nel film esistono alcune differenze:
- La fuga di Robert e Ila Fae Dent durò circa 6 ore mentre nel film si conclude dopo un paio di giorni.[7]
- Robert Dent non evase dalla prigione con l'aiuto della moglie, era già stato scarcerato quando si verificarono gli eventi.[8]
- Il figlio dei due protagonisti è stato dato in affido alla famiglia Looby mentre in realtà la coppia aveva due figli (nati da una precedente relazione della donna) che vivevano presso i nonni materni dove i due erano diretti.[8]
- I veri protagonisti della vicenda arrivarono fino alla comunità texana di Wheelock, dove vivevano i genitori di Ila Fae, mentre nel film la fuga di Clovis e Lou Jean si conclude nella città fittizia di Sugarland. In Texas esiste la città di Sugar Land, nella contea di Fort Bend, che nel 1935 ha dato i natali all'ex giocatore di football americano Charles Kenneth Hall, soprannominato "Sugar Land Express".[7]
- Bobby Dent non fu colpito a morte da lunga distanza con un fucile dotato di mirino telescopico ma a distanza ravvicinata e morì dopo circa un'ora e mezzo in ospedale, a causa delle ferite riportate.[8][9]

## Produzione

### Sceneggiatura
Tre anni dopo il rifiuto della Universal, Spielberg conobbe il produttore dello studio Jennings Lang che si mostrò interessato al soggetto e lo incaricò di svilupparlo con i giovani sceneggiatori Hal Barwood e Matthew Robbins. Lang accettò la prima bozza della sceneggiatura, realizzata nella primavera del 1972 in appena 13 giorni, ma la Universal fece di nuovo marcia indietro. Il progetto andò avanti grazie a Richard D. Zanuck, già vice presidente esecutivo della Warner Bros. e fresco fondatore di una compagnia indipendente con il socio David Brown. L'agente di Spielberg inviò loro la sceneggiatura, in quel momento intitolata Carte Blanche, e poche settimane dopo la Zanuck/Brown Company firmò un contratto con la Universal che finalmente accettò di realizzare il film.
Barwood e Robbins consegnarono la seconda bozza il 18 ottobre 1972 e poche settimane dopo il titolo venne cambiato in The Sugarland Express, un riferimento alla città fittizia di Sugarland dove il film si conclude. I nomi dei due protagonisti furono cambiati in Clovis e Lou Jean Poplin e Spielberg suggerì ai co-sceneggiatori di rendere quest'ultima la figura centrale della storia. Come ha scritto Joseph McBride nella biografia del regista, il personaggio fu concepito come quello di una bambina capricciosa e viziata che manipola Clovis per soddisfare il suo bisogno di raggiungere il figlio, che nel suo caso non è tanto un'espressione dell'amore materno quanto un irresponsabile prolungamento della sua infanzia.

### Cast

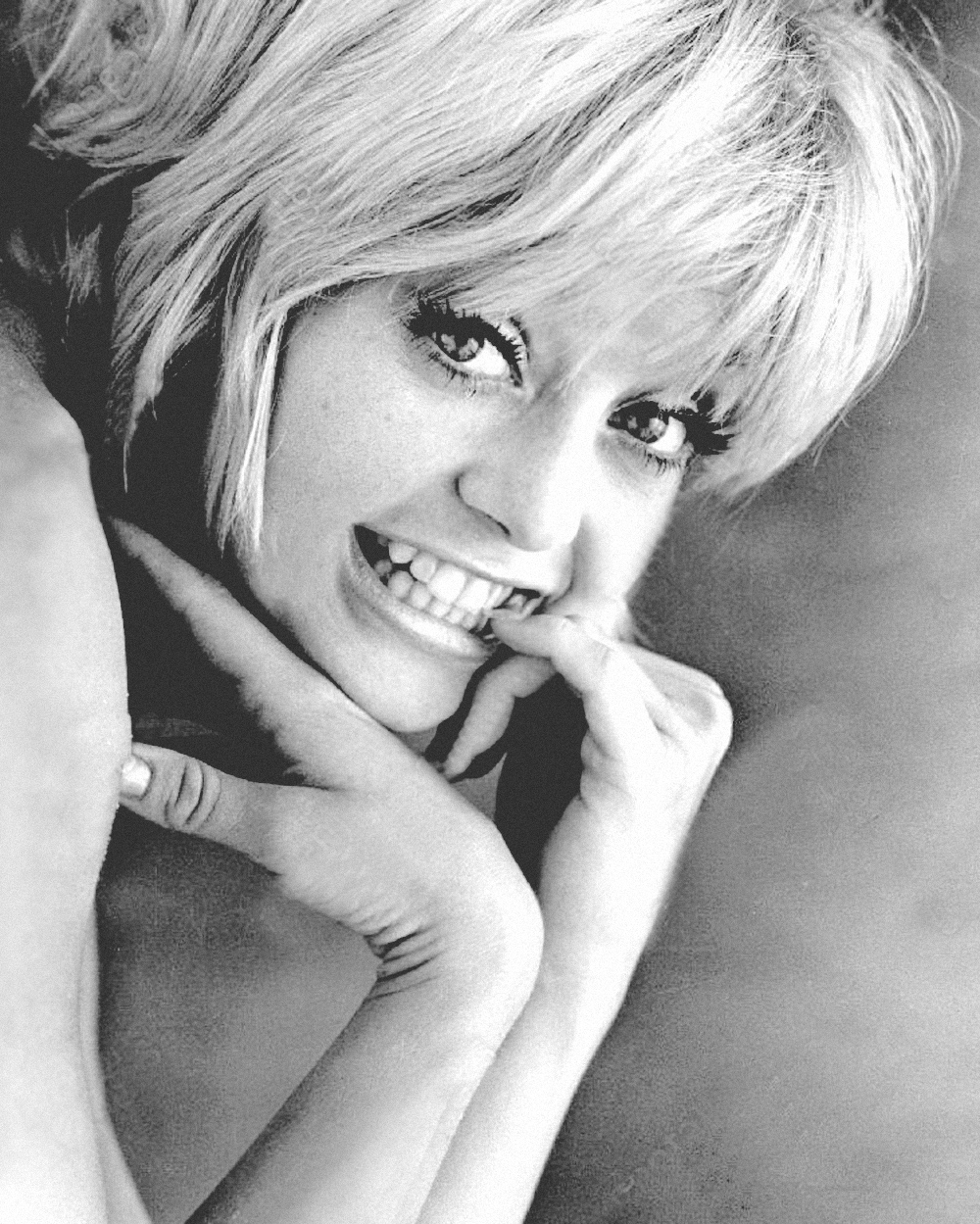
Goldie Hawn

La Universal insistette affinché Spielberg e i produttori ingaggiassero una star per interpretare Lou Jean, in modo da avere una sorta di "assicurazione" sulla riuscita commerciale del film. Dopo il rifiuto di diverse attrici, il regista si convinse che la persona con il giusto mix di fascino e ostinazione che la parte richiedeva era Goldie Hawn, vincitrice nel 1970 di un Oscar come miglior attrice non protagonista per Fiore di cactus e a quel tempo nota soprattutto per il personaggio della ragazza sexy e svampita nella trasmissione Rowan & Martin's Laugh-In della NBC. «Ho sempre pensato che fosse un'attrice drammatica perché prendeva le sue parti comiche molto sul serio», ha ricordato in seguito Spielberg, «si vedeva subito che era molto più intelligente di quanto quelli del Laugh-In le permettevano di dimostrare».
Goldie Hawn era sotto contratto con la Universal e aveva passato un anno a rifiutare sceneggiature, cercando di scrollarsi di dosso il cliché della bionda stupida con la quale era ormai identificata. Quando lesse quella di Sugarland Express ne rimase affascinata e accettò la parte, anche se ciò voleva dire lavorare per 300.000 dollari, ben al di sotto del suo stipendio abituale.
Per i ruoli di Clovis e dell'agente Slide, Spielberg cercò due attori che mostrassero una certa somiglianza, sia fisicamente che in termini di atteggiamento, al fine di creare la sensazione che fossero persone fondamentalmente simili ma che la vita aveva portato in direzioni opposte. Il ruolo di Clovis fu affidato al semisconosciuto William Atherton mentre quello di Slide fu assegnato a Michael Sacks, già interprete di Mattatoio 5 di George Roy Hill per il quale avrebbe ottenuto un anno più tardi una candidatura al Golden Globe come miglior attore debuttante.
Per i personaggi minori furono effettuate ricerche a Dallas, Houston e San Antonio dove vennero reclutati abitanti e personalità locali, quasi tutti senza alcuna esperienza di recitazione. Tra questi c'erano il giudice Merrill Connally (fratello del segretario al tesoro John Connally), il giornalista e avvocato Maury Maverick Jr. e il deputato A.L. Camp che interpreta il signor Nocker, l'uomo a cui i Poplin rubano l'auto nelle sequenze iniziali. Nel film compaiono anche Harrison Zanuck, figlio del co-produttore e dell'attrice Linda Harrison scelto per la parte del piccolo Langston, e James Kenneth Crone, l'agente sequestrato dai Dent nel 1969 che interpreta un vice sceriffo.

### Riprese
Nel dicembre 1972 Spielberg fece una serie di sopralluoghi in Texas con il direttore artistico Joe Alves e il direttore di produzione Bill Gilmore, cercando le location più adatte in un raggio di trenta miglia intorno a San Antonio. Trascorse anche molto tempo con il direttore della fotografia Vilmos Zsigmond, di cui ammirava lo stile impressionistico usato in film come I compari e Il lungo addio di Robert Altman, e insieme decisero di dare al film un tocco documentaristico attraverso riprese con luce naturale e suoni dal vivo, e di evitare l'uso della retroproiezione nelle numerose scene all'interno dell'auto dei fuggiaschi. Le riprese iniziarono il 15 gennaio 1973 e Zanuck incaricò Gilmore di cominciare con qualcosa di relativamente semplice, per dare al regista il tempo necessario a stabilire il controllo del set e fare un po' di pratica dato che era il suo primo lungometraggio. «Non aveva mai lavorato con una troupe così grande», ha dichiarato in seguito, «non volevo essere lì per la prima ripresa, volevo che pensasse che era lui a gestire la situazione... nel tempo che ci ho messo ad arrivare aveva già realizzato la ripresa più complessa che avessi mai visto in vita mia!»

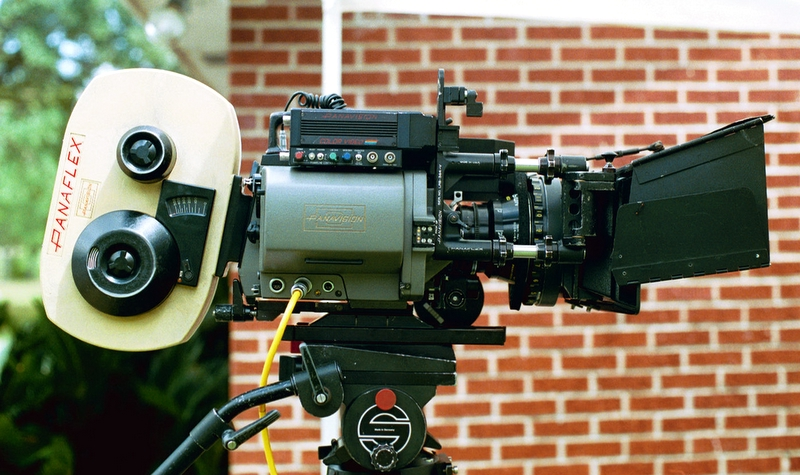
Un modello di cinepresa Panaflex

La scena dell'evasione di Clovis fu girata nella Jester State Prison Farm, nella contea di Fort Bend, e Spielberg pianificò di sviluppare l'inseguimento verso ovest, attraversando le città di Richmond, Converse, Pleasanton fino a Del Rio e Eagle Pass. La sequenza conclusiva nella città fittizia di Sugarland venne girata a Floresville, nella contea di Wilson. Date le difficoltà logistiche, Spielberg elaborò le riprese sulla base di una sceneggiatura estremamente dettagliata e nel suo ufficio fece realizzare da Alves una mappa che mostrava la progressione dell'inseguimento, in modo da «vedere esattamente come sarebbe apparso il film dall'alto, mentre procedeva da una macchina della polizia seguita da 2, poi 10, poi 50... ho sempre avuto una panoramica visiva in termini di pianificazione giornaliera».
Gran parte dell'azione fu comunque improvvisata con l'aiuto dell'esperto Carey Loftin, coordinatore degli stuntmen che aveva già lavorato in Duel (era l'autista psicopatico dell'autocisterna) e che reclutò i migliori stunt driver di Hollywood per assicurarsi che gli incidenti stradali venissero filmati in modo sicuro. Uno dei più difficili fu quello in cui una macchina della polizia colpisce quella dei fuggiaschi causando una violenta reazione a catena, una ripresa effettuata di notte senza luci stradali che costrinse la troupe a costruire una stazione di noleggio di trattori su un lato della strada e installare 200 lampadine da 50 watt.
Il film fu girato per la maggior parte in continuità, il che aiutò gli attori a sviluppare i loro personaggi in modo più completo e rese più facile controllare i costi di produzione, dal momento che l'entourage al seguito dei due protagonisti sarebbe costantemente cresciuto nel corso della storia. Alcune delle riprese più complesse furono però girate le ultime due settimane in modo da poter utilizzare la Panaflex, una cinepresa leggera e silenziosa da poco sviluppata dalla Panavision che scelse proprio Sugarland Express per lanciarla. La nuova cinepresa permise a Spielberg di catturare inquadrature complicate dall'interno dell'auto dei fuggiaschi, tra cui la prima carrellata dal sedile anteriore a quello posteriore e la prima panoramica di 360 gradi all'interno di un'auto nella storia del cinema. Nella scena in cui il cecchino sta mirando fuori dalla finestra verso l'auto che si avvicina, Spielberg utilizzò invece la combinazione di uno zoom in avanti e di una carrellata indietro, il cosiddetto effetto dolly zoom usato la prima volta da Alfred Hitchcock in La donna che visse due volte (per questo chiamato anche "effetto Vertigo") che il regista avrebbe di nuovo usato in una scena di Lo squalo.
Le riprese terminarono a fine marzo del 1973, con cinque giorni di ritardo sul programma dovuti in parte al maltempo e alla scarsità di luce durante le brevi giornate invernali.

## Post-produzione e anteprima
Dopo aver montato il film durante l'estate con Edward M. Abroms e Verna Fields, Spielberg completò la fase di post-produzione il 10 settembre. La colonna sonora fu la prima composta per il regista da John Williams, del quale aveva ammirato le musiche realizzate per Boon il saccheggiatore e I cowboys di Mark Rydell e che divenne un membro abituale del suo team creativo. «Quando ascoltai entrambe le partiture ho dovuto incontrare questa reliquia moderna di un'era perduta di sinfonie cinematografiche», ha dichiarato in seguito, «volevo un suono alla Aaron Copland per il mio primo film. Volevo ottanta strumenti, una sezione d'archi colossale, ma John disse gentilmente di no, qui serviva l'armonica e un ensemble di archi molto limitato».
I vertici della Universal furono soddisfatti del film ma nell'autunno del 1973 l'anteprima di San Jose frenò il loro entusiasmo. Il pubblico sembrò apprezzare la prima parte, in particolare l'interpretazione brillante di Goldie Hawn, ma nella seconda metà diventò chiaro che si trattava di un film più serio e l'umore degli spettatori cambiò radicalmente. Alcuni scoppiarono in lacrime, altri lasciarono la sala infuriati. Zanuck e Brown pensarono di lasciare il film così com'era, ma Spielberg li convinse a ridurlo da 121 a 108 minuti e a montare di nuovo alcuni dei momenti di commedia della prima metà. La nuova versione destò reazioni decisamente diverse nelle anteprime per i rappresentanti dell'industria cinematografica e come riportò The Hollywood Reporter, «nell'ambiente di Hollywood si sparse la voce che il film di un nuovo grande regista era all'orizzonte».

## Distribuzione
Dopo la disastrosa proiezione di San Jose la Universal riconsiderò la decisione di lanciare Sugarland Express nel Giorno del ringraziamento, anche per evitare di competere con film con maggiore appeal commerciale come La stangata e L'esorcista, e rimandò l'uscita ai primi mesi del 1974. Anche l'idea di una iniziale distribuzione limitata venne abbandonata e invece di far uscire il film in un cinema a Los Angeles e uno a New York prima di distribuirlo gradualmente in tutto il Paese (strategia di solito riservata ai film con maggiore potenziale commerciale), lo studio passò a un piano di "saturazione", ovvero farlo uscire subito in 250 sale prima che un eventuale passaparola negativo potesse diffondersi.
Il 30 marzo 1974 Sugarland Express debuttò ufficialmente al New Directors/New Films Festival organizzato dal MoMA e dal Lincoln Center di New York e venne distribuito nelle sale dal 5 aprile. Spielberg dichiarò alcune settimane dopo su The Hollywood Reporter che il film si era rivelato «estremamente difficile da vendere» e che la Universal non era riuscita a trovare il giusto approccio neanche dopo tre settimane dall'uscita e ventotto campagne promozionali proposte.
Nel novembre del 1975, dopo la messa in onda da parte della NBC il Department of Public Safety del Texas venne sommerso di telefonate da parte di telespettatori che criticarono il dipartimento per come aveva condotto la vicenda descritta. Il colonnello Wilson Speir, direttore del DPS, si lamentò sulla stampa per il modo in cui i suoi uomini erano stati ritratti nel film, che in molti avevano evidentemente preso come un resoconto fedele degli avvenimenti, e accusò la NBC di aver fatto «un grave disservizio al DPS e alle forze dell'ordine in generale, trasmettendo il film senza specificare né prima né dopo che si trattava di finzione».

### Date di uscita
- Stati Uniti (The Sugarland Express) – 30 marzo 1974
- Svezia (Sugarland Express) – 29 maggio 1974
- Finlandia (Kovat ratsastajat) – 7 giugno 1974
- Giappone (続・激突!/カージャック) – 8 giugno 1974
- Francia (Sugarland Express) – 12 giugno 1974
- Regno Unito (The Sugarland Express) – 14 giugno 1974
- Danimarca (Sugarland Express) – 28 giugno 1974
- Norvegia (The Sugarland Express) – 30 settembre 1974
- Hong Kong – 19 ottobre 1974

- Irlanda (The Sugarland Express) – 22 novembre 1974
- Italia (Sugarland Express) – 28 novembre 1974
- Belgio – 3 gennaio 1975
- Germania Ovest (Sugarland Express) – 24 gennaio 1975
- Uruguay (Loca evasión) – 10 febbraio 1975
- Portogallo (Asfalto Quente) – 29 agosto 1975
- Polonia (Sugarland Express) – 22 settembre 1975
- Ungheria (Sugarlandi hajtóvadászat) – 14 giugno 1979

### Home Video
Il film è stato distribuito per la prima volta in DVD il 17 agosto 2004 dalla Universal Pictures e nel 2014 è stato incluso nel box set Steven Spielberg Director's Collection costituito da 8 DVD, che ha ottenuto una candidatura al Saturn Award come "migliore edizione speciale DVD/Blu-ray".

## Accoglienza

### Incassi
I risultati al botteghino confermarono le preoccupazioni della Universal e Sugarland Express incassò complessivamente 12,8 milioni di dollari (di cui 7,5 negli Stati Uniti) a fronte di un costo di circa 3 milioni, non certo quello che lo studio si aspettava per un film con protagonista una star del calibro di Goldie Hawn. Zanuck attribuì la responsabilità del flop proprio alla presenza dell'attrice («Non era un film allegro e la gente non voleva vederla in un ruolo serio, voleva vederla come una ragazza sciocca»), ma Spielberg replicò nel settembre 1974 che il fallimento del film al botteghino «non era dovuto alla presentazione di Goldie come personaggio anti-Laugh-In, ma alla campagna promozionale, ai tempi, al programma di distribuzione e alla considerazione del film da parte dello studio, non aveva nulla a che fare con il rifiuto di Goldie da parte del pubblico».
Nel 1977, alla luce dell'insuccesso commerciale del film Spielberg dichiarò che in quel momento lo avrebbe fatto in modo completamente diverso, con la prima parte girata dal punto di vista del capitano Tanner «dietro le barricate della polizia, all'interno della sua auto. Non si vedrebbero mai i due ragazzi in fuga, si sentirebbero solo le loro voci dalla radio della polizia, forse si vedrebbero le teste in lontananza con il binocolo, perché non credo che le autorità abbiano avuto un trattamento equo nel film... Poi nella seconda parte racconterei tutta la storia da dentro l'auto, come davvero ingenue e rozze fossero queste persone e quanto futili e stupidi i loro obiettivi».

### Critica
(Steven Spielberg)
Il sito Rotten Tomatoes riporta il 91% di recensioni professionali con giudizio positivo, mentre il sito Metacritic assegna al film un punteggio di 65 su 100 basato su 4 recensioni.
Su The New Yorker la critica Pauline Kael definì Sugarland Express «uno dei film d'esordio più fenomenali nella storia del cinema» e vide Spielberg come «una rarità tra i registi, un intrattenitore nato, forse l'Howard Hawks di una nuova generazione». Nella sua recensione scrisse anche che «forse Spielberg ama l'azione, la commedia e la velocità così tanto che non gli importa se in un film non c'è altro... ma del resto un sacco di bravi cineasti ce l'hanno fatta senza essere profondi».
Un giudizio analogo fu espresso da Paul D. Zimmerman, che su Newsweek annunciò «l'arrivo di uno straordinario regista di talento» e aggiunse: «Ciò che sorprende è la padronanza dell'azione mozzafiato di Spielberg, l'estensione visiva che realizza con il direttore della fotografia Vilmos Zsigmond, la visione satirica ma stranamente bella di un'America sulle ruote». Anche Dilys Powell del Times sottolineò il talento del regista, che in Europa era stato scoperto da poco con l'uscita di Duel nei cinema: «Uno è propenso a temere per il secondo film di un giovane regista promettente, ma questa volta l'ansia non era necessaria».
Più critico fu il giudizio di Roger Ebert che scrisse sul Chicago Sun-Times: «Se alla fine il film non convince è perché Spielberg ha prestato troppa attenzione a tutte quelle macchine della polizia... e non abbastanza alle personalità dei suoi personaggi... Ma il film ha i suoi momenti e quando i fuggiaschi sfilano per la Main Street e vengono accolti con regali dai loro nuovi fans, dobbiamo ammetterlo: sì, è così che la celebrità funziona in America, non importa per cosa tu sia famoso».
Tra le recensioni più negative ci fu quella di Stephen Farber del New York Times, secondo il quale «alcuni critici ingenui sono stati probabilmente intimiditi dalla giovane età di Spielberg e dalla sua destrezza tecnica... Sugarland Express è un ottimo esempio dei nuovi film industriali: superficiale, cinico, meccanico, vuoto... Spielberg sacrifica la logica narrativa e la coerenza dei personaggi in favore di brividi veloci e risate facili... Sugarland Express è una "dichiarazione sociale" il cui unico impegno è il botteghino».

## Riconoscimenti
- 1974 – Festival di Cannes

Prix du scénario a Hal Barwood, Matthew Robbins e Steven Spielberg
Candidatura al Grand Prix du Festival
- 1975 – Writers Guild of America Award

Candidatura per la miglior sceneggiatura originale di una commedia a Hal Barwood, Matthew Robbins e Steven Spielberg

## Colonna sonora
La colonna sonora di Sugarland Express è l'unica tra quelle realizzate per i film di Spielberg a non essere mai stata pubblicata ufficialmente. Solo il tema principale è presente in diverse raccolte di musiche da film composte da John Williams mentre nel 2000 l'intera colonna sonora è stata distribuita dalla tedesca Sugar Records in un'edizione non ufficiale contenente anche quella di L'uomo che amò Gatta Danzante di Richard C. Sarafian.